# Villa Häbler

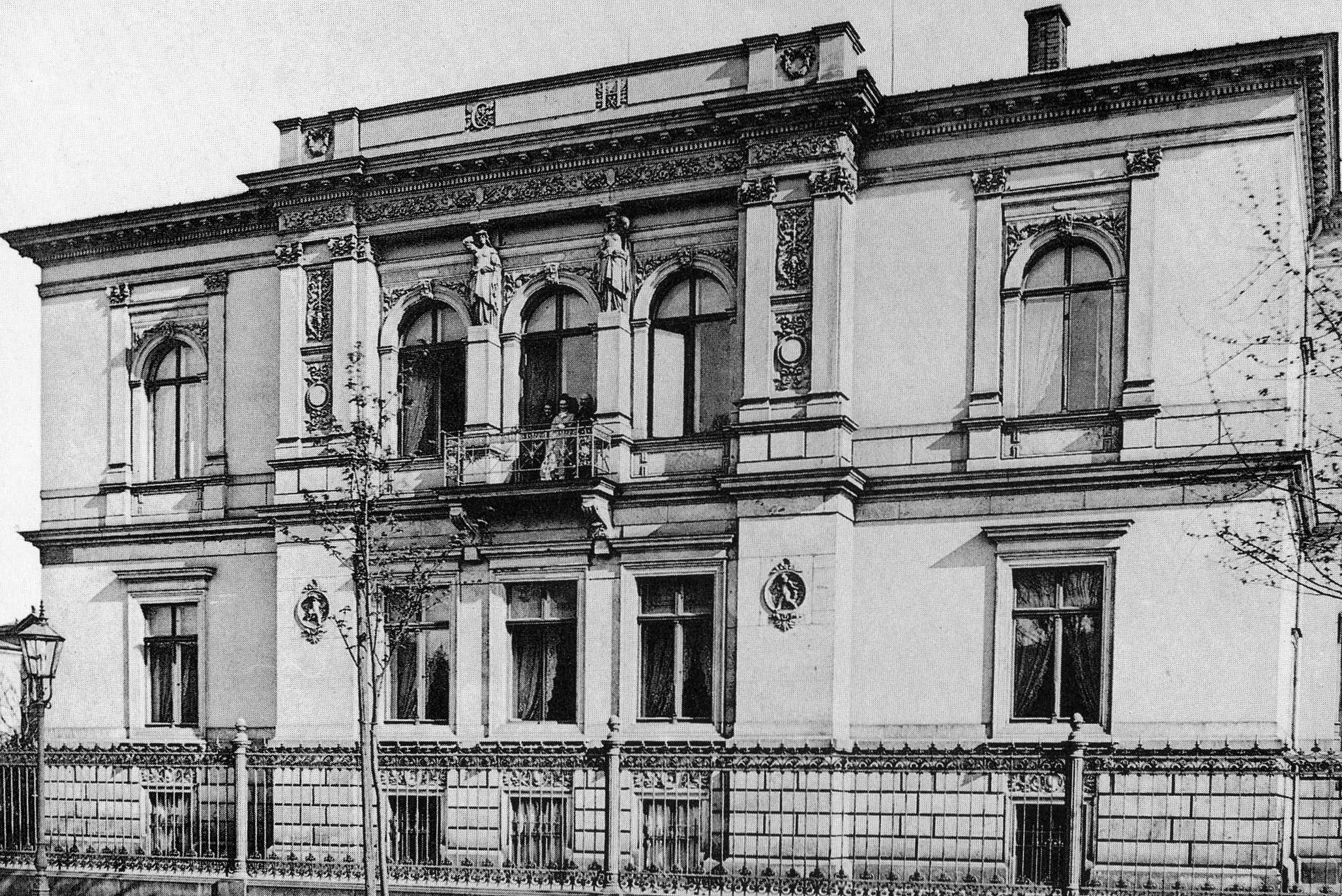
Villa Häbler, ca. 1875

Die Villa Häbler war ein großbürgerliches Wohnhaus in Dresden, Beuststraße 2, in der Seevorstadt. Die Villa wurde 1866 bis 1867 von Karl Eberhard für den Bankier Häbler erbaut und im Zweiten Weltkrieg zerstört.

## Beschreibung
Die Villa Häbler war ein Putzbau mit Sandstein-Gliederungen. Der zweigeschossige Bau ruhte auf einem gequaderten Sockelgeschoss, wobei die Geschosse durch Gesimse voneinander getrennt waren. Die Schaufassade hatte eine Frontlänge von fünf Fensterachsen, während die Seitenfassade eine Länge von drei Fensterachsen aufwies. An der fünfachsigen Hauptfassade befand sich mittig ein dreiachsiger Risalit mit darüber befindlicher Attika. Das Obergeschoss des Risalits war in Pilasterarchitektur mit Rundbogenfenstern gestaltet. Im Inneren des Gebäudes waren die Haupträume um einen zentralen Bereich angeordnet.
Die Villa war ein „[s]treng renaissancistischer Bau der Dresdner Schule“.